# Дофин Ајланд (Алабама)
Дофин Ајланд (енгл. Dauphin Island) град је у америчкој савезној држави Алабама. По попису становништва из 2010. у њему је живело 1.238 становника.

## Демографија
Према попису становништва из 2010. у граду је живело 1.238 становника, што је 133 (9,7%) становника мање него 2000. године.
| Група             | 2000.         | 2010.         |
| Белци             | 1.313 (95,8%) | 1.197 (96,7%) |
| Афроамериканци    | 6 (0,4%)      | 5 (0,4%)      |
| Азијати           | 8 (0,6%)      | 2 (0,2%)      |
| Хиспаноамериканци | 13 (0,9%)     | 9 (0,7%)      |
| Укупно            | 1.371         | 1.238         |